# Formato MARC
MARC é a sigla para Machine Readable Cataloging que quer dizer catalogação legível por computador. Para o computador processar os dados catalogados é necessário colocá-los em forma legível pela máquina, identificando os elementos de forma clara, para que possa ler e interpretar os dados de um registro catalográfico. O Formato MARC é muito utilizado no mundo todo, existem formatos baseados no MARC em vários países, como nos Estados Unidos – USMARC, na Inglaterra – UKMARC, na França – InterMARC e no Canadá – CanMARC.
As informações contidas em uma ficha catalográfica não podem ser simplesmente digitadas no computador para produzir um catálogo automatizado. O computador precisa de um meio para interpretar a informação encontrada no registro bibliográfico. Este meio se encontra no Formato MARC, do qual veremos a seguir seu significado, seu histórico, seus objetivos, como funciona um registro MARC, os campos, subcampos e indicadores e sua importância para os bibliotecários.

## Objetivo
O principal objetivo é servir como formato padrão para o intercâmbio de registros bibliográficos e catalográficos e servir de base para a definição de formatos de entrada entre as instituições que o utilizam.

## Histórico
Ao final da década de 1950 do século passado, a Library of Congress (LC) iniciou suas investigações sobre a possibilidade de automatizar suas operações. Em 1965, houve uma Conferência sobre Catálogos Mecanizados entre a LC, o CLR (Counsil on Library Resources) e a Comissão de Automação da Research Libraries Association objetivando o estabelecimento de um formato para o registro dos dados bibliográficos em computador. Neste mesmo ano na 2ª Conferência sobre Catálogos Mecanizados a LC apresentou um trabalho onde sugeria todos os dados necessários ao formato desejado. Em 1966, na 3ª Conferência sobre o mesmo assunto, foi determinado que a LC iniciaria suas experiências.
Esta experiência ficou conhecida como "MARC Pilot Project". No ano de 1967, na 4ª Conferência sobre Catálogos Mecanizados se discutiu o formato MARC II, os caracteres gráficos para dados bibliográficos e uma estrutura para um sistema MARC operacional. Em 1968, a LC encerrando suas atividades publicou um relatório sobre o conjunto dos caracteres gráficos, o formato MARC II e sobre suas experiências e das bibliotecas participantes do Projeto Piloto.  Já em 1969, o sistema estava operacional, cobrindo todas as monografias em língua inglesa catalogadas pela LC.

## Estrutura
É a moldura básica do formato, contém certas informações de controle, necessárias para transmissões de informações e define "layout" dos campos de dados. A estrutura é genérica e dá para usá-la em qualquer tipo de dados bibliográficos. Esta foi adotada como padrão internacional pela ISO 2709. A estrutura do formato de comunicação pode ser adaptada às necessidades de processamentos e à configuração de equipamento de cada biblioteca em particular.

### Designadores de conteúdo
É um termo abrangente usado para se referir às etiquetas, indicadores e delimitadores. A etiqueta identifica o campo que se segue, cada campo é associado a um número de 3 dígitos. O indicador, duas posições de caracteres seguem cada etiqueta. Uma ou ambas posições podem ser usadas para conter indicadores. Em alguns campos somente a primeira é utilizada, em outros, as duas são usadas e em outros, como o 020 e o 300, nenhuma é usada. 
Quando no indicador uma posição não for usada, este indicador é referido como "indefinido" e a posição é deixada em branco. Usa-se o caractere b/ (b cortado) ou # (lasanha) para representar uma posição de indicador em branco ou indefinida. O delimitador é um caractere usado para separar os dados dentro de um campo variável. Dependendo do programa de computador pode se ter um delimitador diferente um do outro, como: a adaga dupla (‡) , a arroba (@), o cifrão ( $ ), o travessão (―). A finalidade dos designadores de conteúdo é recuperar as informações do campo variável, por exemplo, autor, título, assunto, etc.

## Conteúdo Bibliográfico
A utilidade dos registros bibliográficos para intercâmbio depende de seu conteúdo. Elementos de dados importantes para uma biblioteca podem ser omitidos dos registros de outra. Há diferentes regras para se fazer a entrada de documentos, diferentes listas de cabeçalhos de assunto incompatibilizando os registros do ponto de vista bibliográfico. Os registros MARC são catalogados através das normas do Código de Catalogação Anglo-Americano (AACR).

### A estrutura geral de um registro bibliográfico
- Líder:

São dados que fornecem informações para o processamento do registro. Esses dados contêm números ou códigos que são identificados pela sua posição relativa. O líder possui o tamanho de 24 caracteres (numerados de 00 a 23) e é o primeiro campo de registro MARC. Cada posição possui um significado. Não contém subcampos e nem indicadores. 
- Diretório:

É uma tabela com um número variável de campos de tamanho fixo (entradas) com 12 caracteres cada um. Contém campo (identificação de campo) representado por 3 dígitos, tamanho do campo, representado por 4 dígitos e posição inicial, representado por 5 dígitos; totalizando 12 caracteres.
- Campos Variáveis:

É uma porção de registro bibliográfico, normalmente de tamanho variável, tais como autor, título, etc., sendo de tamanho fixo ou variável, sempre terminando com um separador de campos. Os campos variáveis podem ser divididos em: Campos de Controle Variáveis (Campos Fixos): Podem conter um dado único ou vários dados de tamanho fixo identificados por uma posição relativa. Representados pelos campos 00X (001, 003, 005...) identificados por uma etiqueta; e Campos de Dados Variáveis (Campos Variáveis): onde encontra-se informações sobre autor, título, ano de publicação, etc., representados pelos campos 01X até 8XX, podendo ser classificados em campos repetíveis (R) ou não repetíveis (NR).

## Exemplos
As etiquetas usadas com mais freqüência são:
- 010 marca o número de controle da Library of congress (LCCN)

- 020 marca o Internacional Standard Number (ISBN)

- 100 marca a entrada principal pelo nome pessoal (autor)

- 245 marca a informação de título

- 250 marca a edição

- 260 marca a informação de publicação

- 300 marca a descrição física

- 440 marca a menção de série / entrada secundária da série ( Em 06 de junho de 2008 o PCC (Program for Cooperative Cataloging –LC) fez a proposta de tornar o campo 440 obsoleto no formato MARC 21 bibliográfico, em favor de usar o campo 490 (Indicação de série) e os campos 800-830 - Entradas secundárias de séries.Esta proposta atende a necessidade dos sistemas automatizados de não pesquisar série em múltiplos lugares nos registros; outra proposta é a alteração do primeiro indicador, valor 1 no campo 490 - Indicação de série

- 490 marca a menção de série

- 520 marca a nota do resumo

- 650 marca o cabeçalho de assunto tópico

- 700 marca a entrada secundária pelo nome pessoal

A década de 1960 do século passado trouxe o desenvolvimento dos recursos computacionais. A tecnologia avançou e para acompanhá-la foi criado o Formato MARC. Com o desenvolvimento deste Formato, todas as bibliotecas puderam compartilhar os benefícios da catalogação legível por computador, já que o formato é um padrão criado para promover a comunicação de registros bibliográficos. Ele é importante para a padronização, os dados em formato MARC são compatíveis entre sistemas automatizados diferentes. Permite às bibliotecas compartilhar recursos bibliográficos e reduzir a duplicação de trabalho e possibilita também a aquisição de dados catalográficos. Este formato é ferramenta de domínio exclusivo do bibliotecário que o utiliza em suas atividades de descrição bibliográfica.

## Variantes
Existem muitas variações nacionais e internacionais do Formato MARC, entre as quais:
- INTERMARC: o formato utilizado pela Biblioteca Nacional Biblioteca Nacional de França
- MARC 21: harmonização entre o USMARC (americano) e o CAN/MARC (canadense)
- AUSMARC: MARC australiano, criado pela Biblioteca Nacional da Austrália em 1973, no entanto a Austrália adotou o USMARC em 1991
- NORMARC: MARC da Noruega
- DANMARC2: MARC da Dinamarca
- UNIMARC: criado pela IFLA (International Federation of Libraries Association) em 1977 e é o formato oficial de MARC em França, Itália, Rússia, Portugal, Grécia e outros países
- CMARC: utilizado na China
- KMARC: utilizado na Coreia do Sul